# Élections constituantes de 1946 dans la Mayenne
Les élections constituantes françaises de 1946 se tiennent le 2 juin. Ce sont les deuxièmes élections constituantes, après le rejet du projet de Constitution française du 19 avril 1946 lors du référendum du 5 mai.

## Mode de scrutin
L'assemblée constituante est composée de 586 sièges pourvus au scrutin proportionnel plurinominal suivant la règle de la plus forte moyenne dans chaque département, sans panachage ni vote préférentiel.
Dans le département de la Mayenne, quatre députés sont à élire.

## Élus
| Député sortant                 | Parti | Parti | Député élu ou réélu            | Parti | Parti |
| ------------------------------ | ----- | ----- | ------------------------------ | ----- | ----- |
| Camille Lhuissier              |       | SFIO  | Camille Lhuissier              |       | SFIO  |
| Robert Buron                   |       | MRP   | Robert Buron                   |       | MRP   |
| Jacques Soustelle              |       | UDSR  | François Pinçon                |       | MRP   |
| Jean-Marie Bouvier O'Cottereau |       | PRL   | Jean-Marie Bouvier O'Cottereau |       | PRL   |

## Résultats

### Résultats à l'échelle du département
| Parti    | Parti    | Tête de liste                  | Résultats | Résultats | Sièges |  |
| Parti    | Parti    | Tête de liste                  | Voix      | %         | Sièges |  |
| -------- | -------- | ------------------------------ | --------- | --------- | ------ |  |
|          | MRP      | Robert Buron                   | 41 719    | 32,34     | 2 1    |  |
|          | PRL      | Jean-Marie Bouvier O'Cottereau | 35 699    | 27,68     | 1      |  |
|          | SFIO     | Camille Lhuissier              | 24 816    | 19,24     | 1      |  |
|          | RGR      | Jacques Soustelle              | 17 206    | 13,34     | - 1    |  |
|          | PCF      | Jean Primet                    | 9 554     | 7,41      | -      |  |
|          |          |                                |           |           |        |  |
| Inscrits | Inscrits | Inscrits                       | 159 108   | 100,00    | 4      |  |
| Votants  | Votants  | Votants                        | 133 316   | 83,79     |        |  |
| Exprimés | Exprimés | Exprimés                       | 128 995   | 96,76     |        |  |